# Санта-Тереза-ди-Рива
Санта-Тереза-ди-Рива (итал. Santa Teresa di Riva) — коммуна в Италии, располагается в регионе Сицилия, подчиняется административному центру Мессина.
Население составляет 8897 человек, плотность населения составляет 1112 чел./км². Занимает площадь 8 км². Почтовый индекс — 98028. Телефонный код — 0942.
Покровительницей коммуны почитается Пресвятая Богородица (Madonna del Carmelo). Праздник ежегодно празднуется 16 июля.